# Habitatge a l'avinguda de l'Ebre, 61-63 (Sant Jaume d'Enveja)
L'Habitatge a l'avinguda de l'Ebre, 61-63 és una obra de Sant Jaume d'Enveja (Montsià) inclosa a l'Inventari del Patrimoni Arquitectònic de Catalunya.

## Descripció
Exemple diferent al dels números 9 i 53 del mateix carrer, de distribució d'una propietat privada situada en un sector en principi no annexionat al nucli urbà. En aquest cas l'habitatge i el magatzem formen un cos de planta rectangular situat lleugerament endarrerit respecte la línia del carrer. Al costat del magatzem, l'espai deixat per accedir al sector posterior de la propietat ha estat convertit actualment en un porxo cobert utilitzat com a garatge.
El conjunt és d'una sola planta amb coberta plana en forma de terrassa, solució freqüent a les construccions senzilles de la zona. Una barana superior de perfil esgraonat aporta certa riquesa visual. Destaca, en el mur exterior del magatzem, la porta de la cisterna, necessària a cada casa abans de la instal·lació de l'aigua corrent. Una canonada comunica una pica interior on s'aboca l'aigua després de ser pouada, amb una d'exterior de pedra, on es realitzaven les diferents feines domèstiques.

## Història
La construcció d'aquest edifici, igual que d'altres de tipologia similar, data dels anys 40.